# Beverly Hills 90210
Beverly Hills 90210 je americký televizní seriál natáčený v letech 1990–2000. Byl stvořen dvojicí producentů – Aaronem Spellingem a Darrenem Starem. Příběh vypráví o životě party mladých, většinou bohatých lidí z města Beverly Hills u Los Angeles.
V roce 2019 byl odvysílán seriál BH90210, ve kterém se znovu představili Jason Priestley, Shannen Doherty, Jennie Garth, Ian Ziering, Gabrielle Carteris, Brian Austin Green a Tori Spelling.

## Děj
Rodina Walshových se přestěhuje z Minneapolis na americkém středozápadě do kalifornského Beverly Hills. Rodiče – Jim a Cindy Walshovi – jsou ztělesním staromódních představ a ideálů: on živí rodinu, ona se pilně stará o domácnost. Jejich děti, dvojčata Brenda a Brandon, to ale mají těžší. Jsou vytrženi ze svého domácího, trochu provinčního prostředí a snaží se zapadnout mezi bohaté a světaznalé spolužáky na West Beverly Hills High. Brenda se nejvíce spřátelí s krásnou, ale namyšlenou Kelly a s nejistou Donnou. Postupně se seznamují i s dalšími spolužáky: Steve je Kellyin arogantní bývalý přítel a adoptivní syn televizní hvězdy, Dylan náladový surfař, do kterého se zamiluje Brenda, Andrea patrně nejchytřejší dívka ve škole a nováček David, který prostě jen chce, aby ho každý měl rád. Společně prožívají v nelehkém období dospívání přátelství, lásky, rozchody, zklamání a další životní situace…

## Obsazení
| Postava          | Herec                     | České znění                          | V letech              |
| ---------------- | ------------------------- | ------------------------------------ | --------------------- |
| Brandon Walsh    | Jason Priestley           | Michal Dlouhý / Bohdan Tůma          | 1990–1998             |
| Brenda Walsh     | Shannen Doherty           | Petra Hanžlíková-Tišnovská           | 1990–1994             |
| Kelly Taylor     | Jennie Garth              | Martina Hudečková                    | 1990–2000             |
| Steve Sanders    | Ian Ziering               | Pavel Vondra                         | 1990–2000             |
| Andrea Zuckerman | Gabrielle Carteris        | Sabina Laurinová / Miriam Chytilová  | 1990–1995             |
| Dylan McKay      | Luke Perry                | Martin Zounar / Filip Jančík         | 1990–1995 a 1998–2000 |
| David Silver     | Brian Austin Green        | Martin Sobotka                       | 1990–2000             |
| Donna Martin     | Tori Spelling             | Mirka Součková                       | 1990–2000             |
| Scott Scanlon    | Douglas Emerson           | Václav Kubrt                         | 1990–1991             |
| Cindy Walsh      | Carol Potter              | Vlasta Peterková / Daniela Bartáková | 1990–1995             |
| Jim Walsh        | James Eckhouse            | Jan Vlasák / Marcel Vašinka          | 1990–1995             |
| Nat Bussichio    | Joe E. Tata               | Jiří Havel                           | 1990–2000             |
| Jesse Vasquez    | Mark Damon Espinoza       | Petr Rychlý                          | 1993–1995             |
| Valerie Malone   | Tiffani Amber Thiessenová | Lucie Juřičková                      | 1994–1998             |
| Ray Pruit        | Jamie Walters             | Gustav Bubník                        | 1994–1995             |
| Clare Arnold     | Kathleen Robertson        | Hana Krtičková                       | 1994–1997             |
| Carly Reynolds   | Hilary Swanková           | Ivana Andrlová                       | 1997–1998             |
| Noah Hunter      | Vincent Young             | Martin Zounar                        | 1997–2000             |
| Gina Kincaid     | Vanessa Marcil            | Michaela Kuklová                     | 1998–2000             |
| Janet Sosna      | Lindsay Price             | Klára Vodénková                      | 1998–2000             |
| Matt Durning     | Daniel Cosgrove           | Ivan Jiřík                           | 1998–2000             |

## Vysílání
| Řada | Díly | Premiéra v USA    | Premiéra v USA  | Premiéra v ČR     | Premiéra v ČR     |
| Řada | Díly | První díl         | Poslední díl    | První díl         | Poslední díl      |
| ---- | ---- | ----------------- | --------------- | ----------------- | ----------------- |
| 1    | 22   | 4. října 1990     | 9. května 1991  | 10. srpna 1993    | 29. prosince 1993 |
| 2    | 28   | 11. července 1991 | 7. května 1992  | 4. září 1994      | 12. března 1995   |
| 3    | 30   | 15. července 1992 | 19. května 1993 | 19. března 1995   | 25. září 1995     |
| 4    | 32   | 8. září 1993      | 25. května 1994 | 1. října 1995     | 28. dubna 1996    |
| 5    | 32   | 7. září 1994      | 24. května 1995 | 5. května 1996    | 8. prosince 1996  |
| 6    | 32   | 13. září 1995     | 22. května 1996 | 15. prosince 1996 | 20. července 1997 |
| 7    | 32   | 21. srpna 1996    | 21. května 1997 | 3. srpna 1997     | 8. března 1998    |
| 8    | 32   | 10. září 1997     | 20. května 1998 | 15. března 1998   | 20. prosince 1998 |
| 9    | 26   | 16. září 1998     | 19. května 1999 | 5. prosince 1999  | 18. června 2000   |
| 10   | 27   | 8. září 1999      | 17. května 2000 | 6. ledna 2004     | 11. února 2004    |